# ليه هوفمان
ليه هوفمان (بالإنجليزية: H. Leslie (Les) Hoffman)‏ هو شخصية أعمال أمريكي، ولد في 1906، وتوفي في 1971.